# S8000 Бандероль
S8000 «Бандеро́ль» — малогабаритная крылатая ракета, разработанная российской группой «Кронштадт».

## История
В мае 2025 года Служба военной разведки Украины (СВОУ) сообщила, что Россия поставила на вооружение новую крылатую ракету, использующую электронные компоненты из Китая, Японии, США, Швейцарии, Австралии и Южной Кореи. Украинской разведке удалось получить образцы ракеты в более или менее сохранном виде.

## Описание
Конструкция изделия обеспечивает низкую себестоимость и простоту производства. Многие компоненты, в том числе и ключевые, импортируются в Россию из-за рубежа. Например, китайский турбо-реактивный двигатель — Swiwin SW800Pro, доступен на AliExpress.
Другие компоненты:
- 6-осевой инерциальный измерительный блок (IMU) с датчиком движения MEMS (3-осевой гироскоп и 3-осевой акселерометр ) производства InvenSense[англ.] (США)[7][8] ;
- Микроконтроллер производства  швейцарской компании STMicroelectronics;
- Радиомодем[англ.] RFD900x, производства австралийской компании RF Design[9] ;
- Антенна с управляемой диаграммой направленности[англ.] Комета-М8 российского производства[10];
- Японская батарея Murata Manufacturing[11];
- Сервопривод производства Dynamixel (Южная Корея)[12][13][14].

Запуск  производится с воздуха; основной стартовой платформой является БПЛА «Орион». Возможно также использовать вертолет Ми-28 Havoc.